# Montserrat Cortadellas
Montserrat Cortadellas (Reus, 1958) és una artista visual i plàstica que enceta la seva tasca artísitca al començament dels anys vuitanta, amb obres properes al minimalisme. Treballs bidimensionals, “escultures de paret”, realitzades amb una gran diversitat de materials. Forma part del SIEP (Sàpigues i Entenguis Produccions), entre els anys 1981 i 1984, grup dirigit per Francesc Vidal, i integrat, a més, per Joan Rom, Aureli Ruiz i Pere Anguera, en el que al van col·laborar moltes persones del món artístic i cultural del Camp de Tarragona. Fou el germen de l'activisme i la relació amb la ciutadania i el públic en general. Paral·lelament treballa en el camp de la fotografia, en el qual fa muntatges, instal·lacions, amb diapositives o grans formats, amb un marcat interès pels temes socials i ecològics, com ho mostra a “L'estratègia fel caragol”, que presenta l'any 1995 al Centre de Lectura e Reus.
Va tenir l'oportunitat de d'entrar en contacte amb el projecte “Idensitat”, un treball d'intervenció crítica i interacció social, dirigit per Ramon Perramon. Dins d'”Idensitat” presenta el seu projecte “Tan a prop, tan lluny, imatges d'un recorregut . 2001-2002”. A partir d'aquí comença un treball en el qual és pionera al Camp de Tarragona, una activitat centrada a apropar l'art i el pensament contemporani a espais pedagògics. Una tasca que desenvolupa en particular en escoles del Priorat i del Baix Camp. Un dels seus objectius és dur a terme la seva feina a les escoles tenint en compte la transcersalitat curricular. Montserrat Cortadellas engloba el seu treball dins del seu projecte “Estratègies de Coneixement”. Que, tal com assenyala, constitueix un compendi de propostes artístiques i pedagògiques que desenvolupa des del 1999, destinades a col·lectius aliens a l'art contemporani i a centres educatius. L'artista vol fer veure com l'art forma part de la vida, en relacionar-lo i veure les implicacions que té amb la vida diària i en contextos educatius, amb els diferents temes que treballen en el seu currículum. Alguns dels seus projectes: “Ho vull” (2002) “Provocar la mirada” (desembre de 2002-gener 2003) “Hi ha roba estesa” (2001-2003) “Emissors d'identitat”, “Tenir lloc(s)” és un dels seus darrers treballs, presentat dins de la jornada Fem Cultura de carrer 2015. Una de les darreres iniciatives de Montserrat Cortadellas ha estat “Culturalment”, una proposta conjunta amb Marta Ricard, amb l'objectiu d'establir un vincle entre professionals de l'art i la pedagogia.